# 加文·哈西特
加文·哈西特（英語：Gavin Hassett，1973年7月13日—），加拿大男子赛艇运动员。他曾代表加拿大参加1996年、2000年和2004年夏季奥林匹克运动会赛艇比赛，其中1996年奥运会获得一枚银牌。